# Paotou–Jincsuan nagysebességű vasútvonal
A Paotou–Jincsuan nagysebességű vasútvonal egy építés alatt álló, normál nyomtávolságú, 25 kV 50 Hz-cel villamosított nagysebességű vasútvonal Kínában Paotou és Jincsuan között. Hossza 420,2 kilométer lesz, tervezési sebessége 250 kilométer/óra. A Jincsuanból az Alxa Left Bannerbe vezető ág 111,1 kilométer hosszú lesz, és tervezési sebessége 200 kilométer per óra.

## Története
2018. augusztus 16-án megkezdődött a Jincsuan és Huinong South közötti szakasz építése. 2022. május 17-én megkezdődött a Huinong South és Jincsuan közötti fennmaradó szakasz építése.

## Útvonal
A vasútvonal nagyjából követi a hagyományos Paotou-Lanzhou-vasútvonalat.